# Saint-Denis-de-Villenette
Saint-Denis-de-Villenette là một xã trong tỉnh Orne, vùng Normandie tây bắc nước Pháp. Xã Saint-Denis-de-Villenette nằm ở khu vực có độ cao trung bình 133 mét trên mực nước biển.